# Bingham-Fluid
Als Bingham-Fluide werden spezielle, nach Eugene Cook Bingham benannte, nicht-newtonsche Fluide bezeichnet. Ihre dynamische Viskosität ist eine Funktion der Schergeschwindigkeit (oder Schergefälle) und führt zu einem linearen Fließverhalten:
{\displaystyle \tau =\eta {\frac {\mathrm {d} v}{\mathrm {d} y}}+\tau _{0}}
mit
{\displaystyle \tau }: Schubspannung
{\displaystyle {\frac {\mathrm {d} v}{\mathrm {d} y}}}: Schergeschwindigkeit
{\displaystyle \eta }: dynamische Viskosität
{\displaystyle \tau _{0}}: Fließgrenze
Dies bedeutet, dass ein Bingham-Fluid erst ab einer Mindestschubspannung, der Fließgrenze {\displaystyle \tau _{0}}, zu fließen beginnt. Unterhalb davon verhält es sich wie ein starrer Festkörper. Viele Materialien weisen jedoch auch ein elastisches Materialverhalten auf, diese Materialien werden in der Rheologie durch das Bingham-Modell beschrieben.

## Beispiele
Beispiele für Bingham-Fluide sind Ketchup, Zahnpasta, Hefeteig und bestimmte Wandfarben. Auch können technisch genutzte Suspensionen wie elektro- und magnetorheologische Fluide sowie Frischbeton (Beton vor der Hydratation) mit einem Bingham-Modell beschrieben werden. Diese Fluide gehen erst in einen Fließzustand über, wenn eine bestimmte Schubspannung erreicht wird. Dies passiert z. B., wenn man die Wandrolle mit Farbe darauf an die Wand drückt und abrollt. In diesem Moment werden die Scherkräfte so groß, dass die Farbe in einen Fließzustand übergeht und die Wand  benetzt. So lange die Farbe – weitestgehend ohne äußere Krafteinwirkung – auf der Rolle ist, verhält sie sich wie ein elastischer Festkörper und tropft nicht von der Rolle.
Auch Blut kann unter bestimmten Bedingungen eine Fließgrenze aufweisen.